# Coupe de Tunisie féminine de handball
La coupe de Tunisie féminine de handball est une compétition féminine de handball disputée en Tunisie depuis 1964.
Elle est régulièrement disputée à l'exception de la finale de 1977, qui est remportée par forfait par l'Association sportive féminine de Tunis car son adversaire, le Club africain, préféra se désister pour protester contre les décisions de la Fédération tunisienne de handball.
La première édition disputée en 1964-1965 est remportée par le Club athlétique du gaz qui bat le Club africain (7-6) ; les premières joueuses victorieuses sont Beya Bouabdallah (gardienne de but et en même temps championne d'athlétisme), Mongia Dakhlaoui, Tourkia Baccouchi, Nozha Ben Yahia, Fatma Latrech, Naziha Mami, Dalila Sayem, Malika Gribaa et Bariza Nemlaghi. 
À ce jour, c'est l'équipe du Club africain qui détient le record de coupes remportées (30) suivie de l'Association sportive féminine du Sahel avec dix titres.

## Palmarès
- 1964-1965 : Club athlétique du gaz
- 1965-1966 : Club athlétique du gaz
- 1966-1967 : Club africain
- 1967-1968 : Stade soussien
- 1968-1969 : Club africain
- 1969-1970 : Zitouna Sports
- 1970-1971 : Club africain
- 1971-1972 : Zitouna Sports
- 1972-1973 : Club africain
- 1973-1974 : Club africain
- 1974-1975 : Club africain
- 1975-1976 : Club africain
- 1976-1977 : ASF Tunis
- 1977-1978 : Club africain
- 1978-1979 : Club africain
- 1979-1980 : Club africain
- 1980-1981 : Club africain
- 1981-1982 : Club africain
- 1982-1983 : Club africain
- 1983-1984 : Club africain
- 1984-1985 : Club africain
- 1985-1986 : Club africain
- 1986-1987 : Club africain
- 1987-1988 : Club africain
- 1988-1989 : Club africain
- 1989-1990 : ASF Sahel
- 1990-1991 : Club africain
- 1991-1992 : Club africain
- 1992-1993 : Club africain
- 1993-1994 : Club africain
- 1994-1995 : Association Mégrine Sport
- 1995-1996 : ASF Sahel
- 1996-1997 : ASF Sahel
- 1997-1998 : ASF Sahel
- 1998-1999 : ASF Sahel
- 1999-2000 : ASF Sahel
- 2000-2001 : ASF Sahel
- 2001-2002 : ASF Sahel
- 2002-2003 : AS Ennour de l'Ariana
- 2003-2004 : ASF Sahel
- 2004-2005 : ASF Mahdia
- 2005-2006 : AS Ennour de l'Ariana
- 2006-2007 : ASF Sfax
- 2007-2008 : AS Ennour de l'Ariana
- 2008-2009 : ASF Sfax
- 2009-2010 : ASF Sahel
- 2010-2011 : Espoir sportif de Rejiche
- 2011-2012 : Espoir sportif de Rejiche
- 2012-2013 : AS Ennour de l'Ariana
- 2013-2014 : ASF Mahdia
- 2014-2015 : ASF Téboulba
- 2015-2016 : Club africain
- 2016-2017 : Club africain
- 2017-2018 : ASF Téboulba
- 2018-2019 : ASF Sfax
- 2019-2020 : Espoir sportif de Rejiche
- 2020-2021 : Club africain
- 2021-2022 : Club africain
- 2022-2023 : Club africain
- 2023-2024 : Club africain
- 2024-2025 : Club africain

## Bilan par club
| Club                                      | Titres |
| ----------------------------------------- | ------ |
| Club africain                             | 30     |
| Association sportive féminine du Sahel    | 10     |
| Association sportive Ennour de l'Ariana   | 4      |
| Association sportive féminine de Sfax     | 3      |
| Espoir sportif de Rejiche                 | 3      |
| Association sportive féminine de Téboulba | 2      |
| Zitouna Sports                            | 2      |
| Association sportive féminine de Mahdia   | 2      |
| Club athlétique du gaz                    | 2      |
| Association Mégrine Sport                 | 1      |
| Association sportive féminine de Tunis    | 1      |
| Stade soussien                            | 1      |